# Юматово (деревня, Башкортостан)
Юма́тово (баш. Йоматау) — деревня в Уфимском районе Башкортостана, входит в состав Юматовского сельсовета.  Согласно переписи 2020 года население составляло 1925 человек.

## Географическое положение
Находится на левом берегу реки Дёмы.
Расстояние до:
- районного центра (Уфа): 38 км,
- центра сельсовета (Село санатория Юматово имени 15-летия БАССР): 8 км,
- ближайшей ж/д станции (Санаторная): 0 км.

## Население
| 2002 | 2009  | 2010  |
| ---- | ----- | ----- |
| 1246 | ↗1538 | ↗1598 |

## Достопримечательности
- Юматовский этнографический музей народов Республики Башкортостан — создан на основе частной коллекции семьи Зыряновых с целью сохранения достоверной истории культурных традиций, быта, прикладного творчества, этнографии народов разных национальностей Башкортостана[5][6][7].

## Религия
В деревне есть православная часовня Владимирской иконы Божией Матери.